# Onkimaanjärvi
Onkimaanjärvi är en sjö i Finland. Den ligger i kommunerna Högfors, Tammela och Loppis i landskapen Nyland och Egentliga Tavastland, i den södra delen av landet, 70 km nordväst om huvudstaden Helsingfors. Onkimaanjärvi ligger 110,6 meter över havet. I omgivningarna runt Onkimaanjärvi växer i huvudsak barrskog. Den är 15,7 meter djup. Arean är 3,57 kvadratkilometer och strandlinjen är 21,31 kilometer lång. Sjön  ingår i Karisåns huvudavrinningsområde. 